# Dante Gianello
Dante Gianello, né le 26 mars 1912 à Chiesa in Valmalenco (Italie) et mort le 12 novembre 1992 à Mougins (France), est un coureur cycliste professionnel français.

## Biographie
Né Italien, il est naturalisé Français en 1931. 
En 1938, il gagne la course en ligne du mont Faron et la treizième étape du Tour de France : Cannes - Digne. En 1939, il gagne le Tour du Vaucluse. En 1942, il gagne aussi la coupe Marcel Vergeat. En 1941 et 1945, vainqueur du Circuit du Midi et du Circuit des villes d'eaux d'Auvergne en 1945. Cette année-là, sa carrière s'interrompt brutalement, car il subit un grave accident dans l'épreuve entre Saint-Tropez et Marseille : il est amputé de la jambe gauche.

## Palmarès
- 1934
  - Nice-Puget-Théniers-Nice
  - 2e du Trophée Colimet
  - 3e du Grand Prix d'Antibes
- 1935
  - Nice-Toulon-Nice
  - 2e de Nice-Puget-Théniers-Nice
  - 2e du Tour du Pays basque
  - 2e de la course de côte de La Turbie
- 1936
  - 2e des Boucles de Sospel
  - 3e du Circuit du Cantal
  - 3e du Circuit du Ventoux
- 1937
  - 2e de la course de côte de La Turbie
- 1938
  - 13e étape du Tour de France
  - Circuit du Ventoux
  - Course de côte du mont Faron
  - 1re étape du Tour du Sud-Est
  - 2e des Boucles de Sospel
  - 3e du Tour du Sud-Est
  - 3e de Nice-Mont Agel
  - 10e du Tour de France
- 1939
  - Boucles de Sospel
  - Tour du Vaucluse
  - 6e étape du Tour du Sud-Est
  - 2e de Nice-Mont Agel
  - 3e du Tour du Sud-Est
- 1940
  - Circuit du Pays Grassois
- 1941
  - Limoges-Vichy-Limoges
  - Circuit du Midi :
    - Classement général
    - 2e étape

  - 2e du championnat de France sur route
  - 2e du Grand Prix de Fréjus
- 1942
  - Limoges-Vichy-Limoges :
    - Classement général
    - 1re étape

  - Coupe Marcel Vergeat
  - Circuit du mont Chauve
  - Boucles du Bas-Limousin
  - 3e étape du Circuit du Ventoux
  - 3e du Circuit des cols pyrénéens
  - 3e du Grand Prix de Cannes
- 1943
  - Grand Prix des Alpes
  - 8e étape du Grand Prix du Tour de France
  - 2e de la course de côte de La Turbie
  - 3e de Limoges-Vichy-Limoges
- 1945
  - Circuit des villes d'eaux d'Auvergne
  - Grand Prix de Limoges
  - Vichy-Limoges
  - Circuit du Midi :
    - Classement général
    - 2e étape

  - 3e du Grand Prix de Provence

## Résultats sur les grands tours

### Tour de France
4 participations
- 1935 : 21e
- 1936 : abandon (7e étape)
- 1938 : 10e, vainqueur de la 13e étape
- 1939 : 11e

### Tour d'Espagne
1 participation
- 1942 : abandon (1re étape)